# Chili aux Jeux olympiques de 1920
Le Chili envoie deux athlètes aux Jeux olympiques d'Anvers 1920, ce qui constitue la troisième participation olympique du pays. Le porte-drapeau est l'athlète Arturo Medina.
L'équipe olympique chilien n'a obtenu aucune médaille, le meilleur classement est 16è pour Arturo Medina lors des épreuves de qualification en lancer de javelot,.

## Athlétisme
| Athlète       | Épreuve  | Résultat          | Résultat   |
| Athlète       | Épreuve  | Temps             | Classement |
| ------------- | -------- | ----------------- | ---------- |
| Juan Jorquera | Marathon | 3 h 17 min 47 s 0 | 33e        |

| Athlète       | Épreuve           | Éliminatoires | Éliminatoires | Finale       | Finale       |
| Athlète       | Épreuve           | Résultat      | Classement    | Résultat     | Lieu         |
| ------------- | ----------------- | ------------- | ------------- | ------------ | ------------ |
| Arturo Medina | Lancer de javelot | 43,9 m        | 16e           | Non qualifié | Non qualifié |